# Камбала зірчаста
Камбала зірчаста (Platichthys stellatus) — один із двох видів річкових камбал (Platichthys), родини Камбалові (Pleuronectidae). Важливий промисловий вид, що сягає 91 см довжини, зазвичай до 57,5 см, при вазі до 9,1 кг.

## Ареал

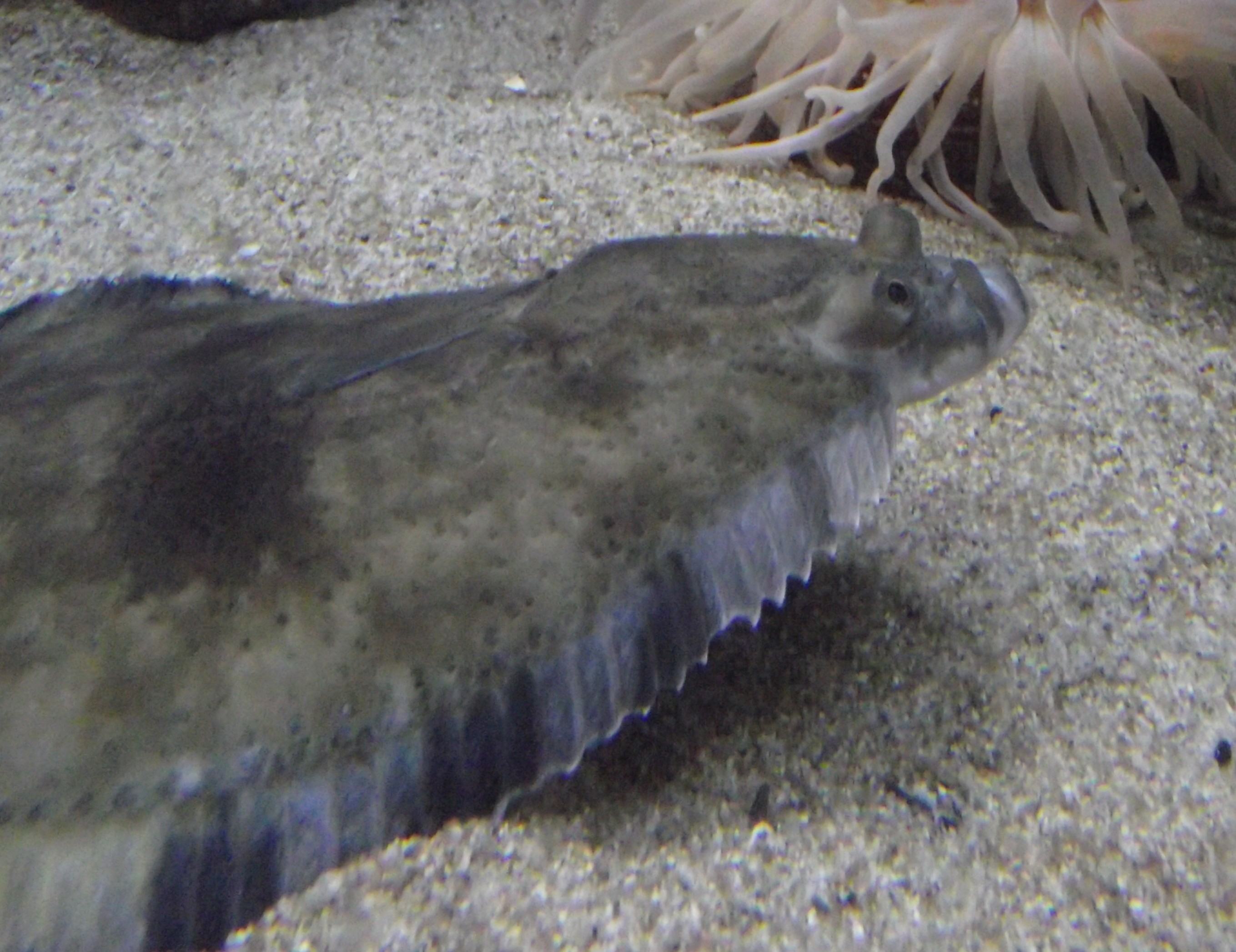
Голова камбали зірчастої з прибережя Каліфорнії

Трапляється у прибережний водах північної частини Тихого океану: Корея і південна Японія, узбережжя Північної Америки від Затоки Коронейшен і Північно-західних територій (Канада), Берингової протоки (Аляска), на південь до Санта-Барбари (південна Каліфорнія, США).

## Спосіб життя
Евригалинний катадромний вид риб, що мешкає як у морських, так і у солонуватих і прісних водах. У морі трапляється на глибині до 375 м.